# Livet-en-Saosnois
Livet-en-Saosnois è un comune francese di 77 abitanti situato nel dipartimento della Sarthe nella regione dei Paesi della Loira.

## Società

### Evoluzione demografica
Abitanti censiti